# Lądowisko Agro Słowenkowo
Lądowisko Agro Słowenkowo – lądowisko śmigłowcowe w Słowenkowie, w gminie Sławoborze, w województwie zachodniopomorskim. Leży ok. 23 km na północ od Świdwina.
Zarządzającym lądowiskiem jest firma „AGRO SŁOWENKOWO” Sp. z o.o. Oddane do użytku zostało w roku 2014 i jest wpisane do ewidencji lądowisk Urzędu Lotnictwa Cywilnego pod numerem 262.